# Dekanat Wiązów
Dekanat Wiązów – jeden z 33 dekanatów w rzymskokatolickiej archidiecezji wrocławskiej.
W skład dekanatu wchodzi 7 parafii:
- parafia św. Jakuba Apostoła → Brożec
- parafia św. Michała Archanioła → Jaworów
- parafia św. Franciszka z Asyżu → Jutrzyna
- parafia św. Andrzeja Apostoła → Kucharzowice
- parafia św. Marcina → Owczary
- parafia św. Mikołaja → Wiązów
- parafia Najświętszej Maryi Panny Częstochowskiej → Witowice